# Théorème de Helmholtz-Hodge
En mathématiques et en physique, dans le domaine de l’analyse vectorielle, le théorème de Helmholtz-Hodge, également appelé théorème fondamental du calcul vectoriel, assure qu'un champ vectoriel se décompose en une composante « longitudinale » (irrotationnelle) et une composante « transverse » (solénoïdale), soit la somme du gradient d’un champ scalaire et du rotationnel d’un champ vectoriel.
Ce résultat possède des applications importantes en électromagnétisme et en mécanique des fluides ; il est également exploité en sismologie.

## Énoncé du théorème
Théorème de Helmholtz-Hodge — 
Soit {\displaystyle {\vec {V}}} un champ vectoriel de classe {\displaystyle {\mathcal {C}}^{1}(\Omega ,\mathbb {R} ^{3})} où {\displaystyle \displaystyle \Omega } est soit un domaine compact et connexe de frontière {\displaystyle \partial \Omega } supposée régulière (ou régulière par morceaux), soit {\displaystyle \mathbb {R} ^{3}} lui-même.
Alors il existe un champ vectoriel {\displaystyle {\vec {A}}} et un champ scalaire {\displaystyle \displaystyle \psi } définis sur {\displaystyle \displaystyle \Omega } tels que
{\displaystyle {\vec {V}}={\overrightarrow {\mathrm {rot} }}\,{\vec {A}}-{\overrightarrow {\mathrm {grad} }}\,\psi .}
Par ailleurs, ces deux champs peuvent être caractérisés par les expressions suivantes :
- Si {\displaystyle \displaystyle \Omega } est compact :

{\displaystyle \psi (\mathbf {r} )={\frac {1}{4\pi }}\int _{\Omega }{\frac {\mathrm {div} {\vec {V}}(\mathbf {r} ')}{\left|\mathbf {r} -\mathbf {r} '\right|}}\mathrm {d} \omega '-{\frac {1}{4\pi }}\int _{\partial \Omega }{\frac {{\vec {V}}(\mathbf {r} ')\cdot \mathrm {d} {\vec {\sigma }}'}{\left|\mathbf {r} -\mathbf {r} '\right|}},}
{\displaystyle {\vec {A}}(\mathbf {r} )={\frac {1}{4\pi }}\int _{\Omega }{\frac {{\overrightarrow {\mathrm {rot} }}\,{\vec {V}}(\mathbf {r} ')}{\left|\mathbf {r} -\mathbf {r} '\right|}}\mathrm {d} \omega '+{\frac {1}{4\pi }}\int _{\partial \Omega }{\frac {{\vec {V}}(\mathbf {r} ')\wedge \mathrm {d} {\vec {\sigma }}'}{\left|\mathbf {r} -\mathbf {r} '\right|}}.}
- Si {\displaystyle \Omega =\mathbb {R} ^{3}} et si {\displaystyle {\vec {V}}} décroît à l'infini comme {\displaystyle O(r^{-2})}, alors les relations précédentes restent valables en ignorant les intégrales de surface. D’autre part, parmi les champs qui décroissent à l’infini (ce qui est le cas s’ils sont définis par les relations précédentes), la décomposition est unique ({\displaystyle \displaystyle \psi } n’est défini qu’à une constante près et {\displaystyle {\vec {A}}} ne l’est qu’à un gradient près) et les deux termes de la décomposition sont orthogonaux avec le produit scalaire de {\displaystyle L^{2}}, c'est-à-dire :

{\displaystyle \int _{\Omega }{\overrightarrow {\mathrm {rot} }}\,{\vec {A}}\cdot {\overrightarrow {\mathrm {grad} }}\,\psi \,\mathrm {d} V=0.}
Justification
Considérons d’abord la situation où {\displaystyle \displaystyle \Omega } est compact.

Le laplacien agissant sur la variable {\displaystyle \mathbf {r} } implique
{\displaystyle \Delta \left({\frac {1}{\left|\mathbf {r} -\mathbf {r} '\right|}}\right)=-4\pi \delta (\mathbf {r} -\mathbf {r} ')}
où {\displaystyle \delta (\mathbf {r} -\mathbf {r} ')=\delta (x-x')\delta (y-y')\delta (z-z')} est la « fonction » de Dirac.
Ainsi, pour tout volume {\displaystyle \displaystyle \Omega } contenant {\displaystyle \mathbf {r} }, il vient
{\displaystyle {\vec {V}}(\mathbf {r} )=\int _{\Omega }{\vec {V}}(\mathbf {r} ')\delta (\mathbf {r} -\mathbf {r} ')\mathrm {d} \omega '=-{\frac {1}{4\pi }}\Delta \int _{\Omega }{\frac {{\vec {V}}(\mathbf {r} ')}{\left|\mathbf {r} -\mathbf {r} '\right|}}\mathrm {d} \omega '.}

De l’identité {\displaystyle \Delta ={\overrightarrow {\mathrm {grad} }}\,\mathrm {div} -{\overrightarrow {\mathrm {rot} }}\,{\overrightarrow {\mathrm {rot} }}} , il découle la relation suivante où chaque opérateur agit sur la variable {\displaystyle \mathbf {r} } :
{\displaystyle {\vec {V}}(\mathbf {r} )=-{\frac {1}{4\pi }}{\overrightarrow {\mathrm {grad} }}\int _{\Omega }\mathrm {div} \left({\frac {{\vec {V}}(\mathbf {r} ')}{\left|\mathbf {r} -\mathbf {r} '\right|}}\right)\mathrm {d} \omega '+{\frac {1}{4\pi }}{\overrightarrow {\mathrm {rot} }}\int _{\Omega }{\overrightarrow {\mathrm {rot} }}\left({\frac {{\vec {V}}(\mathbf {r} ')}{\left|\mathbf {r} -\mathbf {r} '\right|}}\right)\mathrm {d} \omega '.}
Les identités vectorielles
{\displaystyle \mathrm {div} (\psi {\vec {V}})={\overrightarrow {\mathrm {grad} }}\,\psi \cdot {\vec {V}}+\psi \,\mathrm {div} {\vec {V}}}
{\displaystyle {\overrightarrow {\mathrm {rot} }}(\psi {\vec {V}})={\overrightarrow {\mathrm {grad} }}\,\psi \wedge {\vec {V}}+\psi \,{\overrightarrow {\mathrm {rot} }}{\vec {V}}}
conduisent aux expressions suivantes dans lesquelles les opérateurs des membres de gauche agissent sur la variable {\displaystyle \mathbf {r} } et ceux des membres de droite agissent sur la variable {\displaystyle \mathbf {r} '} :
{\displaystyle \mathrm {div} \left({\frac {{\vec {V}}(\mathbf {r} ')}{\left|\mathbf {r} -\mathbf {r} '\right|}}\right)={\frac {\mathrm {div} {\vec {V}}(\mathbf {r} ')}{\left|\mathbf {r} -\mathbf {r} '\right|}}-\mathrm {div} \left({\frac {{\vec {V}}(\mathbf {r} ')}{\left|\mathbf {r} -\mathbf {r} '\right|}}\right)}
{\displaystyle {\overrightarrow {\mathrm {rot} }}\left({\frac {{\vec {V}}(\mathbf {r} ')}{\left|\mathbf {r} -\mathbf {r} '\right|}}\right)={\frac {{\overrightarrow {\mathrm {rot} }}\,{\vec {V}}(\mathbf {r} ')}{\left|\mathbf {r} -\mathbf {r} '\right|}}-{\overrightarrow {\mathrm {rot} }}\left({\frac {{\vec {V}}(\mathbf {r} ')}{\left|\mathbf {r} -\mathbf {r} '\right|}}\right)}
La conclusion s’obtient après substitution et application du théorème de la divergence au premier terme et du théorème du rotationnel au second terme.

Lorsque {\displaystyle \Omega =\mathbb {R} ^{3}}, l’hypothèse de décroissance de {\displaystyle {\vec {V}}} qui décroît  à l'infini comme {\displaystyle O(r^{-2})} permet d’assurer que les intégrales de surface convergent vers 0 lorsque le domaine d’intégration s’étend progressivement à l’espace entier (sphères concentriques par exemple).
Afin de montrer l’orthogonalité de la décomposition de {\displaystyle {\vec {V}}}, l’identité
{\displaystyle \mathrm {div} (\psi \,{\overrightarrow {\mathrm {rot} }}{\vec {A}})={\overrightarrow {\mathrm {rot} }}\,{\vec {A}}\cdot {\overrightarrow {\mathrm {grad} }}\,\psi }
et le théorème de la divergence impliquent :
{\displaystyle \int _{\Omega }{\overrightarrow {\mathrm {rot} }}\,{\vec {A}}\cdot {\overrightarrow {\mathrm {grad} }}\,\psi \,\mathrm {d} \omega =\int _{\partial \Omega }\psi \,{\overrightarrow {\mathrm {rot} }}{\vec {A}}\cdot \mathrm {d} {\vec {\sigma }}.}
Avec l’hypothèse des champs qui décroissent à l’infini, l’intégrale de surface converge vers 0, ce qui montre l’orthogonalité des composantes lorsque {\displaystyle \Omega =\mathbb {R} ^{3}}.
Lorsque {\displaystyle {\vec {V}}={\vec {0}}}, l’orthogonalité de sa décomposition implique son unicité : les deux composantes sont donc nécessairement nulles dans ce cas particulier. Ainsi, les différences, composante par composante, de deux décompositions d’un champ quelconque correspondent à une décomposition du champ nul : ces différences sont donc nécessairement nulles.
Remarques :
- L’égalité {\displaystyle {\vec {V}}={\overrightarrow {\mathrm {rot} }}\,{\vec {A}}-{\overrightarrow {\mathrm {grad} }}\,\psi } s’appelle la décomposition de Helmholtz.
- Lorsque le domaine est borné, il n’est pas toujours possible de garantir l’orthogonalité de la décomposition et elle n’est jamais unique.
- L’hypothèse de connexité n’est pas essentielle puisque le théorème peut s’appliquer séparément à chaque partie connexe.
- Certaines hypothèses de l’énoncé peuvent être affaiblies, en particulier sur la régularité de {\displaystyle {\vec {V}}} et la forme de {\displaystyle \displaystyle \Omega }, ou sur la décroissance de {\displaystyle {\vec {V}}} à l’infini[1].

### Courte preuve à l'aide de la transformée de Fourier
Le principal souci avec cette approche est la question de la convergence des transformées de Fourier, notamment dans le cas où le domaine est {\displaystyle \mathbb {R} ^{3}} en entier.

### Contre-exemple à l’unicité de la décomposition
Considérons une décomposition d’un champ {\displaystyle {\vec {V}}} supposée vérifiée sur un domaine donné a priori quelconque :
{\displaystyle {\vec {V}}={\overrightarrow {\mathrm {rot} }}\,{\vec {A_{1}}}-{\overrightarrow {\mathrm {grad} }}\,\psi _{1}.}
Partant d’un vecteur {\displaystyle {\vec {b}}} constant et non nul choisi arbitrairement, puis définissant les deux champs
{\displaystyle {\vec {B}}={\frac {1}{2}}{\vec {b}}\wedge {\vec {r}},\;\varphi ={\vec {b}}\cdot {\vec {r}}}
qui vérifient
{\displaystyle {\overrightarrow {\mathrm {rot} }}\,{\vec {B}}={\overrightarrow {\mathrm {grad} }}\;\varphi ={\vec {b}},}
on obtient une deuxième décomposition distincte de la première en se basant sur les champs
{\displaystyle {\vec {A_{2}}}={\vec {A_{1}}}+{\vec {B}},\,\psi _{2}=\psi _{1}+\varphi .}
Par ailleurs, même si les termes de la première décomposition sont orthogonaux, il est toujours possible de choisir un {\displaystyle {\vec {b}}} de norme suffisamment élevée de sorte que ce ne soit plus le cas pour la seconde.

Cet exemple simple montre que sur un domaine compact, même avec une frontière parfaitement régulière (une sphère par exemple), l’unicité de la décomposition n’est jamais assurée, même pour un champ infiniment régulier et quelles que soient les conditions de bord qu’il puisse satisfaire.
Dans {\displaystyle \mathbb {R} ^{3}} par contre, un champ constant non nul ne respecterait pas l’hypothèse du théorème relative à la décroissance à l’infini.

## Autre formulation
Alors que le théorème précédent affirme une décomposition d’un champ en une composante solénoïdale et une composante irrotationnelle, la formulation suivante affirme une recomposition d’un champ à partir d’une divergence et d’un rotationnel. Bien que ces deux résultats ne soient pas directement liés, les arguments des preuves respectives se basent sur des relations semblables. Ils sont toutefois dénommés théorème de Helmholtz.
Théorème de Helmholtz — 
Soient {\displaystyle \displaystyle \rho } un champ scalaire et {\displaystyle {\vec {j}}} un champ vectoriel solénoïdal {\displaystyle (\mathrm {div} {\vec {j}}=0)} définis dans {\displaystyle \mathbb {R} ^{3}} et tous deux supposés décroître à l’infini comme {\displaystyle O(r^{-2})}. Alors il existe un champ vectoriel {\displaystyle {\vec {V}}} tel que
- {\displaystyle \mathrm {div} {\vec {V}}=\rho ,}
- {\displaystyle {\overrightarrow {\mathrm {rot} }}\,{\vec {V}}={\vec {j}}.}

De plus, il existe un unique champ {\displaystyle {\vec {V}}} satisfaisant ces propriétés et décroissant à l’infini comme {\displaystyle O(r^{-2})}.
Justification
Par l’hypothèse de décroissance des champs qui donne un sens à la relation ci-dessous, posons
{\displaystyle {\vec {V}}(\mathbf {r} )={\frac {1}{4\pi }}{\overrightarrow {\mathrm {rot} }}\int _{\Omega }{\frac {{\vec {j}}(\mathbf {r} ')}{\left|\mathbf {r} -\mathbf {r} '\right|}}\mathrm {d} \omega '-{\frac {1}{4\pi }}{\overrightarrow {\mathrm {grad} }}\int _{\Omega }{\frac {\rho (\mathbf {r} ')}{\left|\mathbf {r} -\mathbf {r} '\right|}}\mathrm {d} \omega '}
où {\displaystyle \Omega =\mathbb {R} ^{3}} et où les deux opérateurs agissent sur la variable {\displaystyle \mathbf {r} .}
Il s’agit de montrer que ce candidat vérifie les propriétés attendues.
- Pour la divergence :

{\displaystyle \mathrm {div} \,{\vec {V}}(\mathbf {r} )=-{\frac {1}{4\pi }}\Delta \int _{\Omega }{\frac {\rho (\mathbf {r} ')}{\left|\mathbf {r} -\mathbf {r} '\right|}}\mathrm {d} \omega '=\rho (\mathbf {r} ).}
- Pour le rotationnel :

A l’aide de l’identité {\displaystyle {\overrightarrow {\mathrm {rot} }}\,{\overrightarrow {\mathrm {rot} }}={\overrightarrow {\mathrm {grad} }}\,\mathrm {div} -\Delta }, il vient
{\displaystyle {\overrightarrow {\mathrm {rot} }}\,{\vec {V}}(\mathbf {r} )={\frac {1}{4\pi }}{\overrightarrow {\mathrm {grad} }}\,\mathrm {div} \int _{\Omega }{\frac {{\vec {j}}(\mathbf {r} ')}{\left|\mathbf {r} -\mathbf {r} '\right|}}\mathrm {d} \omega '-{\frac {1}{4\pi }}\Delta \int _{\Omega }{\frac {{\vec {j}}(\mathbf {r} ')}{\left|\mathbf {r} -\mathbf {r} '\right|}}\mathrm {d} \omega '}
Le second terme étant égal {\displaystyle {\vec {j}}(\mathbf {r} ),} il suffit alors de montrer que le premier terme est nul.

Considérons un domaine {\displaystyle \displaystyle \Omega } borné qui s’étend progressivement à l’espace entier.
L’égalité suivante (où l’opérateur du membre de gauche agit sur la variable {\displaystyle \mathbf {r} } et ceux du membre de droite agissent sur la variable {\displaystyle \mathbf {r} '}) :
{\displaystyle \mathrm {div} \left({\frac {{\vec {j}}(\mathbf {r} ')}{\left|\mathbf {r} -\mathbf {r} '\right|}}\right)={\frac {\mathrm {div} {\vec {j}}(\mathbf {r} ')}{\left|\mathbf {r} -\mathbf {r} '\right|}}-\mathrm {div} \left({\frac {{\vec {j}}(\mathbf {r} ')}{\left|\mathbf {r} -\mathbf {r} '\right|}}\right)}
dans laquelle {\displaystyle \mathrm {div} {\vec {j}}(\mathbf {r} ')=0} permet d’exprimer le premier terme sous la forme
{\displaystyle -{\frac {1}{4\pi }}{\overrightarrow {\mathrm {grad} }}\,\int _{\Omega }\mathrm {div} \left({\frac {{\vec {j}}(\mathbf {r} ')}{\left|\mathbf {r} -\mathbf {r} '\right|}}\right)\mathrm {d} \omega '=-{\frac {1}{4\pi }}{\overrightarrow {\mathrm {grad} }}\,\int _{\partial \Omega }{\frac {{\vec {j}}(\mathbf {r} ')}{\left|\mathbf {r} -\mathbf {r} '\right|}}\mathrm {d} {\vec {\sigma }}'}
par le théorème de la divergence. L’hypothèse de décroissance des champs permet d’affirmer que ce terme tend vers 0 lorsque le domaine s’étend à l’espace entier.
On a ainsi trouvé un champ {\displaystyle {\vec {V}}} satisfaisant les propriétés requises.

Montrons encore que {\displaystyle {\vec {V}}} est unique si ce champ décroît à l’infini comme {\displaystyle O(r^{-2})}. La différence entre deux tels candidats est encore un champ qui décroît à l’infini comme {\displaystyle O(r^{-2})}. D’après le théorème de Helmholtz-Hodge, la décomposition de Helmholtz de ce champ est unique. Puisque sa divergence et son rotationnel sont nuls, les deux champs de sa décomposition le sont également, ceci à cause des relations qui les caractérisent. Le champ est finalement nul et les deux candidats sont nécessairement identiques.
Remarque :
Le champ {\displaystyle {\vec {V}}} qui est choisi comme candidat dans la démonstration précédente est construit à partir de la décomposition de Helmholtz et des expressions caractérisant {\displaystyle {\vec {A}}} et {\displaystyle \displaystyle \psi } dans le théorème de Helmholtz-Hodge. En effet :
{\displaystyle {\vec {B}}={\overrightarrow {\mathrm {rot} }}\,{\vec {A}},\,{\vec {E}}=-{\overrightarrow {\mathrm {grad} }}\,\psi }
correspondant à la décomposition
{\displaystyle {\vec {V}}={\vec {B}}+{\vec {E}}}
s’écrivent respectivement sur un compact {\displaystyle \displaystyle \Omega } :
{\displaystyle {\vec {E}}(\mathbf {r} )={\frac {1}{4\pi }}\int _{\Omega }{\frac {\mathbf {r} -\mathbf {r} '}{\left|\mathbf {r} -\mathbf {r} '\right|^{3}}}\,\mathrm {div} {\vec {V}}(\mathbf {r} ')\mathrm {d} \omega '-{\frac {1}{4\pi }}\int _{\partial \Omega }{\frac {\mathbf {r} -\mathbf {r} '}{\left|\mathbf {r} -\mathbf {r} '\right|^{3}}}\,{\vec {V}}(\mathbf {r} ')\cdot \mathrm {d} {\vec {\sigma }}',}
{\displaystyle {\vec {B}}(\mathbf {r} )=-{\frac {1}{4\pi }}\int _{\Omega }{\frac {\mathbf {r} -\mathbf {r} '}{\left|\mathbf {r} -\mathbf {r} '\right|^{3}}}\,\wedge {\overrightarrow {\mathrm {rot} }}\,{\vec {V}}(\mathbf {r} ')\mathrm {d} \omega '-{\frac {1}{4\pi }}\int _{\partial \Omega }{\frac {(\mathbf {r} -\mathbf {r} ')}{\left|\mathbf {r} -\mathbf {r} '\right|^{3}}}\wedge [{\vec {V}}(\mathbf {r} ')\,\wedge \mathrm {d} {\vec {\sigma }}'].}
Ainsi, lorsque {\displaystyle \displaystyle \Omega =\mathbb {R} ^{3}}, les intégrales de surface disparaissent, ce qui conduit au corollaire suivant :
Corollaire — 
Soient {\displaystyle \displaystyle \rho } un champ scalaire et {\displaystyle {\vec {j}}} un champ vectoriel solénoïdal {\displaystyle (\mathrm {div} {\vec {j}}=0)} définis dans {\displaystyle \mathbb {R} ^{3}} et tous deux à support compact {\displaystyle \displaystyle \Omega }. Alors il existe un champ vectoriel {\displaystyle {\vec {V}}} satisfaisant
1. {\displaystyle \mathrm {div} {\vec {V}}=\rho ,}
2. {\displaystyle {\overrightarrow {\mathrm {rot} }}\,{\vec {V}}={\vec {j}},}

qui est défini par {\displaystyle {\vec {V}}={\vec {B}}+{\vec {E}}} où :
- {\displaystyle {\vec {E}}(\mathbf {r} )={\frac {1}{4\pi }}\int _{\Omega }{\frac {\mathbf {r} -\mathbf {r} '}{\left|\mathbf {r} -\mathbf {r} '\right|^{3}}}\,\rho (\mathbf {r} ')\mathrm {d} \omega ',}
- {\displaystyle {\vec {B}}(\mathbf {r} )=-{\frac {1}{4\pi }}\int _{\Omega }{\frac {\mathbf {r} -\mathbf {r} '}{\left|\mathbf {r} -\mathbf {r} '\right|^{3}}}\,\wedge {\vec {j}}(\mathbf {r} ')\mathrm {d} \omega '.}

De plus, il existe un unique champ {\displaystyle {\vec {V}}} satisfaisant les propriétés  1. et 2. et décroissant à l’infini comme {\displaystyle O(r^{-2})}.

## Application aux potentiels

### Dans l’espace entier
Dans {\displaystyle \mathbb {R} ^{3}} et sous les hypothèses du théorème de Helmholtz-Hodge, les expressions caractérisant les champs {\displaystyle {\vec {A}}} et  {\displaystyle \displaystyle \psi } permettent d’affirmer les propriétés suivantes :
- Si le champ {\displaystyle {\vec {V}}} est irrotationnel {\displaystyle ({\overrightarrow {\mathrm {rot} }}\ {\vec {V}}=0)} , alors il dérive d’un potentiel scalaire : il existe un champ scalaire {\displaystyle \psi } tel que

{\displaystyle {\vec {V}}=-{\overrightarrow {\mathrm {grad} }}\,\psi .}
- Si le champ {\displaystyle {\vec {V}}} est solénoïdal {\displaystyle (\mathrm {div} \,{\vec {V}}=0)} , alors il dérive d’un potentiel vecteur : il existe un champ vectoriel {\displaystyle {\vec {A}}} tel que

{\displaystyle {\vec {V}}={\overrightarrow {\mathrm {rot} }}\,{\vec {A}}.}

### Dans une partie de l’espace
Sur un domaine {\displaystyle \displaystyle \Omega } qui n’est qu’une partie de {\displaystyle \mathbb {R} ^{3}}, l’existence de potentiels est plus complexe : en particulier, pour une surface fermée avec des "trous" (par exemple un tore) un termes en plus doit être rajouté. Ce termes appartiendras au noyau du laplacien sur cette surface (sans "trou" ce noyau ne contient que 0)  

#### Potentiel scalaire
Si {\displaystyle \displaystyle \Omega } est connexe par arcs et simplement connexe (sans « trous »), un champ {\displaystyle {\vec {V}}} continu et irrotationnel admet un potentiel scalaire.

On le montre en choisissant un point  arbitraire {\displaystyle \mathbf {r} _{0}} dans {\displaystyle \displaystyle \Omega }, puis en définissant « explicitement » pour tout {\displaystyle \mathbf {r} } dans {\displaystyle \displaystyle \Omega } :
{\displaystyle \psi (\mathbf {r} )=-\int _{\Gamma _{[\mathbf {r} _{0},\mathbf {r} ]}}{\vec {V}}(\mathbf {r'} )\cdot \mathrm {d} {\vec {l}}} où {\displaystyle \Gamma _{[\mathbf {r} _{0},\mathbf {r} ]}} est une courbe orientée reliant {\displaystyle \mathbf {r} _{0}} à {\displaystyle \mathbf {r} }.
La relation conduit bien à {\displaystyle {\vec {V}}=-{\overrightarrow {\mathrm {grad} }}\,\psi ,} et la consistance de cette définition découle du théorème du rotationnel (celui qui identifie le flux du rotationnel d’un champ à travers une surface et la circulation du champ sur sa frontière) car il assure que la valeur {\displaystyle \psi (\mathbf {r} )} est indépendante du choix du chemin : pour deux chemins reliant  {\displaystyle [\mathbf {r} _{0},\mathbf {r} ]}, leur réunion est une courbe fermée {\displaystyle \displaystyle \Gamma } sur laquelle une surface {\displaystyle \displaystyle S} de bord {\displaystyle \partial S=\Gamma } peut être construite (c’est précisément ici qu’intervient l’hypothèse de connexité simple).

#### Potentiel vecteur
Si {\displaystyle \displaystyle \Omega } est un ouvert étoilé et que le champ {\displaystyle {\vec {V}}} est solénoïdal {\displaystyle (\mathrm {div} \,{\vec {V}}=0)} et de classe {\displaystyle {\mathcal {C}}^{1}}, alors il dérive d’un potentiel vecteur : il existe un champ vectoriel {\displaystyle {\vec {A}}} tel que
{\displaystyle {\vec {V}}={\overrightarrow {\mathrm {rot} }}\,{\vec {A}}.}

Après l’avoir formulée adéquatement en termes de formes différentielles, cette propriété est une application directe du lemme de Poincaré qui affirme qu’une forme différentielle de degré un, de classe {\displaystyle C^{1}} sur un ouvert étoilé est exacte si et seulement si elle est fermée.